# Cayuela
Cayuela – gmina w Hiszpanii, w prowincji Burgos, w Kastylii i León, o powierzchni 13,47 km². W 2011 roku gmina liczyła 188 mieszkańców.